# ميك هوبان
ميك هوبان (بالإنجليزية: Mick Hoban)‏ هو لاعب كرة قدم ومدرب كرة قدم أمريكي، ولد في 6 أبريل 1952 في تيبتون ‏ في المملكة المتحدة. شارك مع منتخب الولايات المتحدة لكرة القدم. أما مع النوادي، فقد لعب مع أتلانتا تشيفز.

## وصلات خارجية
- ميك هوبان على موقع ناشيونال فوتبول تيمز (الإنجليزية)